# Ducato di Berg
Il Ducato di Berg fu uno stato medioevale e moderno che geograficamente si colloca nell'attuale Renania Settentrionale-Vestfalia, nell'attuale Germania. 
Il Ducato  era ubicato tra i fiumi Reno, Ruhr e Sieg. Attualmente questo territorio dà il nome alla regione, che viene definita Bergisches Land. Fu inizialmente una Contea, poi elevata a Ducato che in età napoleonica divenne un Granducato.

## Storia

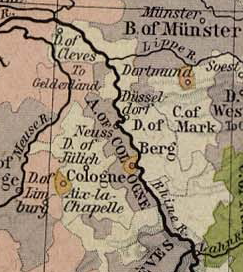
Mappa dei ducati di Jülich, Cleves e Berg circa 1477

La Contea di Berg, emerse nel corso del secolo XI come uno stato in affidamento alla linea cadetta della dinastia degli Azzoni i quali trassero i suoi confini dall'antico regno di Lotaringia, ed in breve tempo, lo fecero divenire la principale potenza della regione. Nel 1160 il territorio venne diviso in due porzioni, una di esse successivamente divenne la Contea della Marca, che ritornò alla linea titolare solo nel XVI secolo. Nel 1280 la corte venne spostata dal Castello di Burg alla città di Düsseldorf. Il più importante esponente dei primi reggenti di Berg fu Engelberto II di Berg che venne assassinato il 7 novembre 1225. Il Conte di Berg fu uno dei vincitori della battaglia di Worringen del 1288.
La potenza dei conti di Berg si espanse notevolmente nel XIV secolo. La Contea di Jülich venne unita a quella di Berg nel 1348, finché nel 1380 i conti di Berg vennero elevati al rango ducale e creati duchi di Jülich-Berg.

### Problemi in successione
Nel 1509, il Duca Giovanni III di Cleves fece un matrimonio strategico con Maria von Geldern, figlia di Guglielmo VIII di Jülich-Berg, la quale divenne quindi erede degli stati paterni: Jülich, Berg e la Contea di Ravensberg, che per la legge salica vigente nel Sacro Romano Impero dovette cedere al marito. Con la morte del padre, nel 1521, i duchi di Jülich-Berg si estinsero, e il loro stato passò sotto il dominio di Giovanni III, Duca di Cleves assieme ai suoi territori di famiglia, la Contea della Marca e il Ducato di Cleves (Kleve) in unione personale. Come risultato di questa unione, gran parte dell'attuale provincia della Renania Settentrionale-Vestfalia (eccetto gli stati ecclesiastici dell'Arcivescovato di Colonia e del Vescovato di Münster) venne retto dai duchi di Jülich-Berg-Kleve-Mark.
Ad ogni modo, la nuova famiglia ducale si estinse nel 1609, alla morte dell'ultimo duca, malato di mente, il che portò ad una guerra di successione sui suoi possedimenti. Il risultato di questi contrasti furono la spartizione del ducato, avvenuta nel 1614: Jülich e Berg vennero annessi alla Contea Palatina di Neuburg, che si era convertita al cattolicesimo, mentre Cleves e Mark passarono all'Elettore di Brandeburgo. All'estinzione della dinastia regnante principale del Palatinato nel 1685, la linea di Neuburg ereditò l'Elettorato e generalmente mantenne Düsseldorf come propria capitale sin quando l'Elettore Palatino non ereditò l'intera Baviera nel 1777.

### La rivoluzione francese ed il Granducato di Berg

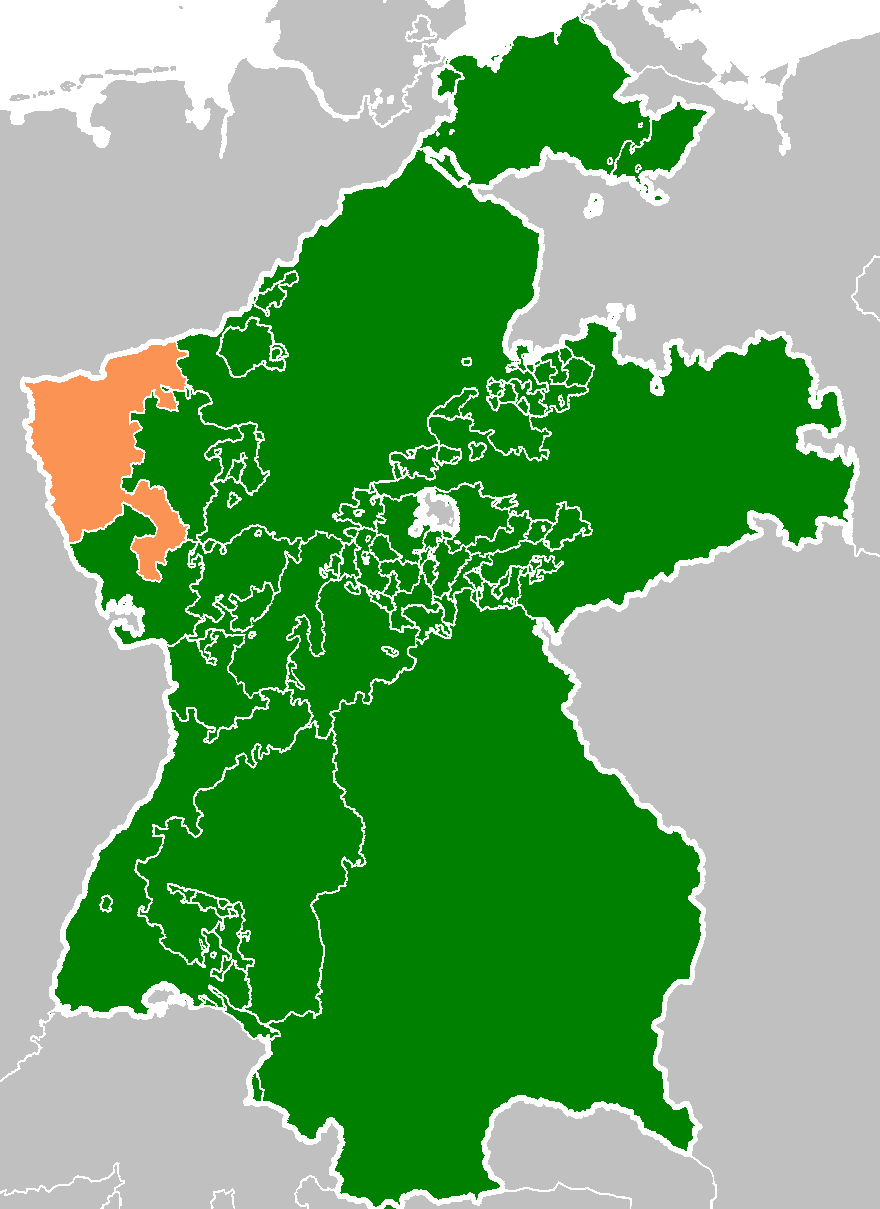
Il Granducato di Berg, parte della Confederazione del Reno

L'annessione francese di Jülich nel corso della Rivoluzione francese separò i due ducati, e nel 1803 Berg venne separata dagli altri territori bavaresi e venne affidato alla linea minore dei Wittelsbach. Nel 1806, nella riorganizzazione della Germania dovuta alla fine del Sacro Romano Impero, Berg divenne Granducato sotto il governo del cognato di Napoleone Bonaparte, Gioacchino Murat. Il nuovo stemma combinava infatti il tradizionale leone rosso di Berg del Ducato di Cleves con i bastoni da Maresciallo di Francia di Murat.
Nel 1809, un anno dopo che Murat era stato promosso al Regno di Napoli, il nipote di Napoleone, il Principe Napoleone Luigi Bonaparte (1804–1831, figlio maggiore del fratello di Napoleone, Luigi Bonaparte, Re d'Olanda) divenne Granduca di Berg, e il territorio venne amministrato da burocrati francesi. Il Granducato ebbe ad ogni modo vita breve e terminò la propria esistenza con il crollo dell'impero napoleonico nel 1813.

### Provincia di Jülich-Cleves-Berg
Nel 1815, dopo il Congresso di Vienna, Berg venne incorporato nella Provincia di Prussia del Regno di Prussia come Provincia di Jülich-Cleves-Berg. Nel 1822 esso venne unito al Granducato del Basso Reno per formare la Provincia del Reno.

## Sovrani di Berg

### Conti di Berg

#### Casa degli Ezzoni
- Ermanno I "Pusillus", Conte Palatino di Lotaringia
- Adolfo I di Lotaringia, Vogt di Deutz, discendente (forse figlio) di Ermanno
- Adolfo II of Lotaringia, Vogt di Deutz, figlio di Adolfo I

#### Casa di Berg
- prima del 1068-1106 Adolfo di Hövel (Huuili)
- 1106-1160 Adolfo II, figlio del precedente
- 1160-1189 Engelberto I, figlio del precedente
- 1189-1218 Adolfo III, figlio del precedente
- 1218-1248 Ermengarda, figlia del precedente 
  - 1218-1225 Engelberto II, figlio di Engelberto I, fratello di Adolfo III e zio di Ermengarda, Arcivescovo di Colonia, reggente

#### Casa di Limburgo
- 1225-1247 Enrico, marito di Ermengarda, anche Duca di Limburgo, dal 1226
- 1247-1259 Adolfo IV, figlio del precedente e di Ermengarda
- 1259–1296 Adolfo V, figlio del precedente
- 1296–1308 Guglielmo I, fratello del precedente, figlio di Adolfo IV
- 1308–1348 Adolfo VI, nipote di Guglielmo I (zio), Adolfo V (zio) e Adolfo IV (nonno)

#### Casa di Jülich-Heimbach
– in unione con Ravensberg –
- 1348–1360 Gerardo, marito di Margherita di Ravensberg, nipote di Adolfo VI; dal 1346, era anche Conte di Ravensberg
- 1360–1380 Guglielmo II, figlio del precedente, anche Conte di Ravensberg; divenne Duca di Berg nel 1380:

### Duchi di Berg

#### Casa di Jülich-Heimbach
– in unione con Ravensberg e dal 1423 in unione con il Ducato di Jülich –
- 1380–1408 Guglielmo I (precedentemente conte di Berg, Guglielmo II), anche Conte di Ravensberg sino al 1397;
- 1408–1437 Adolfo, figlio del precedente, anche Conte di Ravensberg dal 1397 e Duca di Jülich, dal 1423
- 1437–1475 Gerardo, nipote del precedente, figlio diGuglielmo di Jülich, anche Conte di Ravensberg e Duca di Jülich
- 1475–1511 Guglielmo II, figlio del precedente, anche Conte di Ravensberg e Duca di Jülich
- 1511–1543 Maria, figlia del precedente, anche Contessa di Ravensberg e duchessa di Jülich

#### Casa di Mark
- dal 1521 in parte dello Jülich-Kleve-Berg –
- 1511–1539 Giovanni, marito di Maria di Jülich-Berg, anche Conte di Ravensberg e duca i Jülich, Duca di Kleve e Conte di Mark
- 1539–1592 Guglielmo V, figlio del precedente e di Maria di Jülich-Berg, anche Conte di Ravensberg e duca i Jülich, Duca di Kleve e Conte di Mark
- 1592–1609 Giovanni Guglielmo I, figlio del precedente, anche Conte di Ravensberg e duca i Jülich e Kleve e Conte di Mark

#### Casa di Wittelsbach
in unione con Jülich e Palatinato-Neuburg, dal 1690 con l'Elettorato Palatino, dal 1777 con la Baviera
- 1614–1653 Volfango Guglielmo
- 1653–1679 Filippo Guglielmo
- 1679–1716 Giovanni Guglielmo II
- 1716–1742 Carlo Filippo
- 1742–1799 Carlo Teodoro
- 1799–1803 Massimiliano Giuseppe
- 1803–1806 Guglielmo